# سلفادور فاسكيز كارمونا
سلفادور فاسكيز كارمونا (بالإسبانية: Salvador Vázquez Carmona)‏ هو خزاف ورسام مكسيكي، ولد في 23 ديسمبر 1933.